# Paralipsa gularis
Espèce
Paralipsa gularis est une espèce de lépidoptères (papillons) de la famille des Pyralidae, de la sous-famille des Galleriinae.
C'est la seule espèce européenne du genre Paralipsa.

## Synonymes
Selon BioLib (11 nov. 2015) :
- Melissoblaptes gularis Zeller, 1877
- Paralipsa modesta Butler, 1879
- Paralipsa tenebrosus Butler, 1879